# Clube Sport Juventude de Gaula

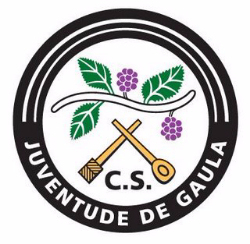
Emblema do Clube Sport Juventude de Gaula

O Clube Sport Juventude de Gaula  é um clube português fundado em Setembro de 1973, localizado em Achada de Cima, Gaula, na ilha da Madeira. No equipamento principal a equipa usa Camisola verde e branca, calção branco e meias verdes e brancas, e no equipamento alternativo usa Camisola azul, calção branco e meias brancas. A equipa realiza os jogos em casa no Complexo Desportivo de Gaula.

## Palmarés de Futebol
•2005/06 - Campeão Regional de Juvenis da II Divisão
•2006/07 - Campeão Regional de Juniores II Divisão
•2008/09 - Campeão Regional de Juniores da II Divisão
•2009/10 - 3º Lugar da equipa Sénior no Campeonato Coral Madeira
•2013/14 - Campeão Regional de Veteranos

## Estádio de Futebol
O Clube Sport Juventude de Gaula utiliza o Complexo Desportivo de Gaula como principal instalação na modalidade de futebol no clube.
A instalação tem uma área total de 59.620 m², sendo composto por um campo de futebol relvado de piso sintético, com uma área de 7062 m² (105X65 metros), e um edifício de apoio formado pelos 3 pisos abaixo mencionados. Entre outras características, este empreendimento faz uso de painéis solares para aproveitamento de energia solar.
Piso 1
- Área Técnica – Casa das máquinas
- 2 Balneários para equipas
- 2 Balneários para árbitros
- 1 Posto clínico
- 1 Área de arrecadação

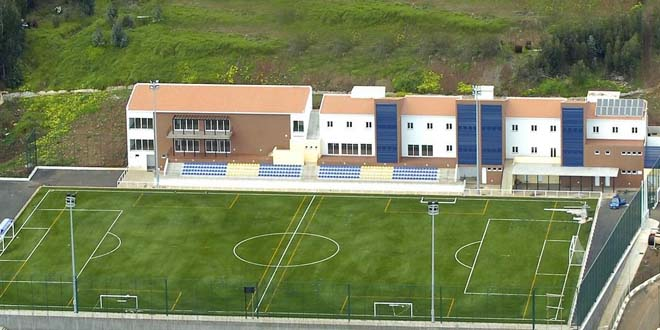
Complexo Desportivo de Gaula

- 1 Área para vigilância e controle técnico
- 2 Sanitários públicos

Piso 2
- 2 Balneários para equipas
- 1 Gabinete médico

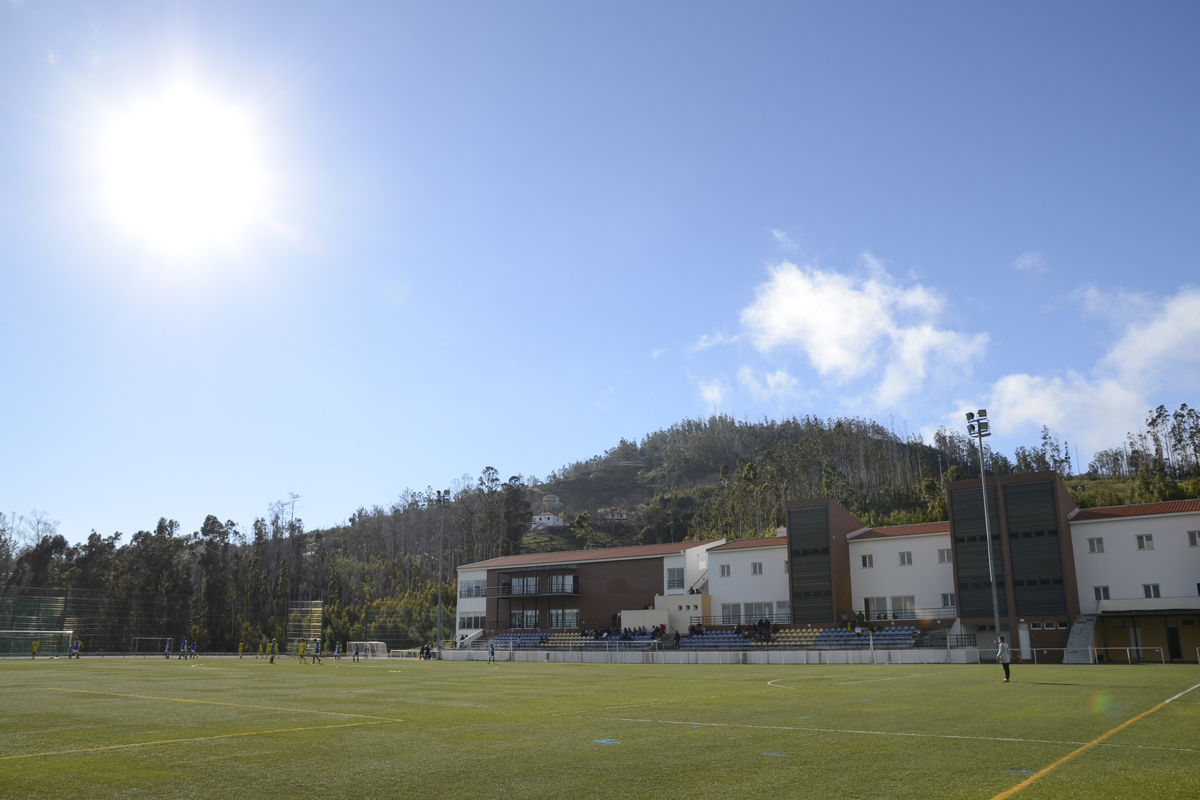

- 1 Sala de recuperação física, sauna, jacuzzi e banho turco
- 1 Gabinete Técnico Desportivo
- 1 Ginásio de atividade física, para musculação, cardio fitness e avaliação
- 1 Zona de convívio com bar
- 1 Zona sanitária
- 1 Sala de formação, para treinadores, árbitros e jogadores
- 1 Núcleo museológico
- 1 Sala administrativa e de recepção

Piso 3
- Zona de acolhimento que comporta 12 quartos com 4 camas para descanso passivo dos atletas entre treinos bi-diários